# 迪雅卓
迪雅卓，是日本純種競賽馬匹。生涯活躍於中距離賽事，曾勝出2017年秋華賞，2019年年初開始進行長期海外遠征，足跡遍佈七個國家及地區，於當中的表現及戰績亦不俗，如曾贏得一級賽蘭秀錦標及於英國冠軍錦標取得季軍。

## 出賽前
2014年4月4日出身於北海道安平町北部牧場，成長途中於拍賣會上馬主森田藤治以2268萬日圓購入。
其後交由栗東訓練中心練馬師橋田滿訓練。

## 競賽生涯

### 2歲
2016年7月2日出戰中京競馬場2歲新馬戰，比賽途中不斷由所處加速推進，雖然於第三彎道進佔第二，但於直路上一直未能縮窄和領放馬的距離，最終以2 1/2馬位差距落敗。
7月23日出戰2歲未勝利戰，然而再度未能追上前方賽駒下以第四完賽。
其後繼續出戰2歲未勝利戰，本次比賽保持於中團後方位置下成功保留體力，最終於直路一舉加速超越前方所有賽駒，拉開第二名1 3/4馬位取得首勝。
11月5日挑戰三級賽夢幻錦標，選擇後上戰術下於直路跑出全場最快末腳，然而於終點線前突然右閃斜行浪費腳程，最終不敵對手下以第三落敗。
其後出戰條件戰白菊賞及山菊賞，取得一亞一第四的不俗戰績。

### 3歲
2017年2月12日出戰日本辛夷賞，順利出閘於第二的位置追走，進入直路後逐步加速超越領放馬取得領先，但於最後關頭被外檔以上的Entry Ticket及Cath Palug超越以第三完賽。
其後出戰銀蓮花賞，縱然於比賽途中保持良好節奏並於進入直路後貼欄加速衝出，但仍然被頭馬Rising Reason拉開2 1/2馬位落敗。
4月9日出戰櫻花賞，由於其賽前僅得一勝，因而以207.4倍獨贏賠率位居第十四的低人氣。比賽開始後，其於最後方的位置追走以等待時機，並於進入直路後於外檔不斷衝刺，最終跑出後600秒34.9秒的速度下獲得一席第六，稍微扭轉了低人氣的評價。
其後降級出戰條件戰鬥矢車賞以累積獎金，進入直路後成功進入狀態不斷由後方衝刺，最終拉開第二名2馬位取得勝利。
5月21日按照計劃出戰優駿牝馬（日本橡樹大賽），比賽初段再度採用後上戰術下於約莫第十五的位置追走，進入直路後於外檔不斷加速，跑出全場最快末腳下成功超前，最終僅敗於觸動心弦、魔族之鳥及Admire Miyabi取得第四。
放草過後於8月出戰HTB賞作挑戰，比賽途中再度爆發出優秀且驚人的末腳，成功超越第一人氣的La Vie Est Belle取得第三勝。
其後出戰紫苑錦標爲秋華賞作熱身，賽前獲得第一人氣。比賽開始後，其保持於約莫第十二的中團後方位置推進，並於比賽途中稍作前移進佔第九的位置。進入直路後，其隨即抽出外檔開始加速，跑出不俗的抹腳下不斷爬升，最終以鼻位的細微優勢壓贏率先衝出的加勒比金取得首個分級賽冠軍。
10月15日按照計劃出戰秋華賞，賽前落後NHK一哩賽冠軍太空隕石及百花盃冠軍Fan Dii Na取得第三人氣。比賽開始後，前方由Kawakita Enka、太空隕石及Fan Dii Na三駒爭奪位置領放，而迪雅卓則因慢閘於中團靠位置位置追走，並於比賽途中保持平均的節奏跟隨前方馬匹推進。進入直路後，其成功克服天雨及軟地的不利人數，於外檔位置轟出後600米35.7秒末腳速度不斷追擊前方對手，最終超越先行集團的雍容白荷及魔族之鳥下以1 1/4馬位優勢取得首個一級賽冠軍。

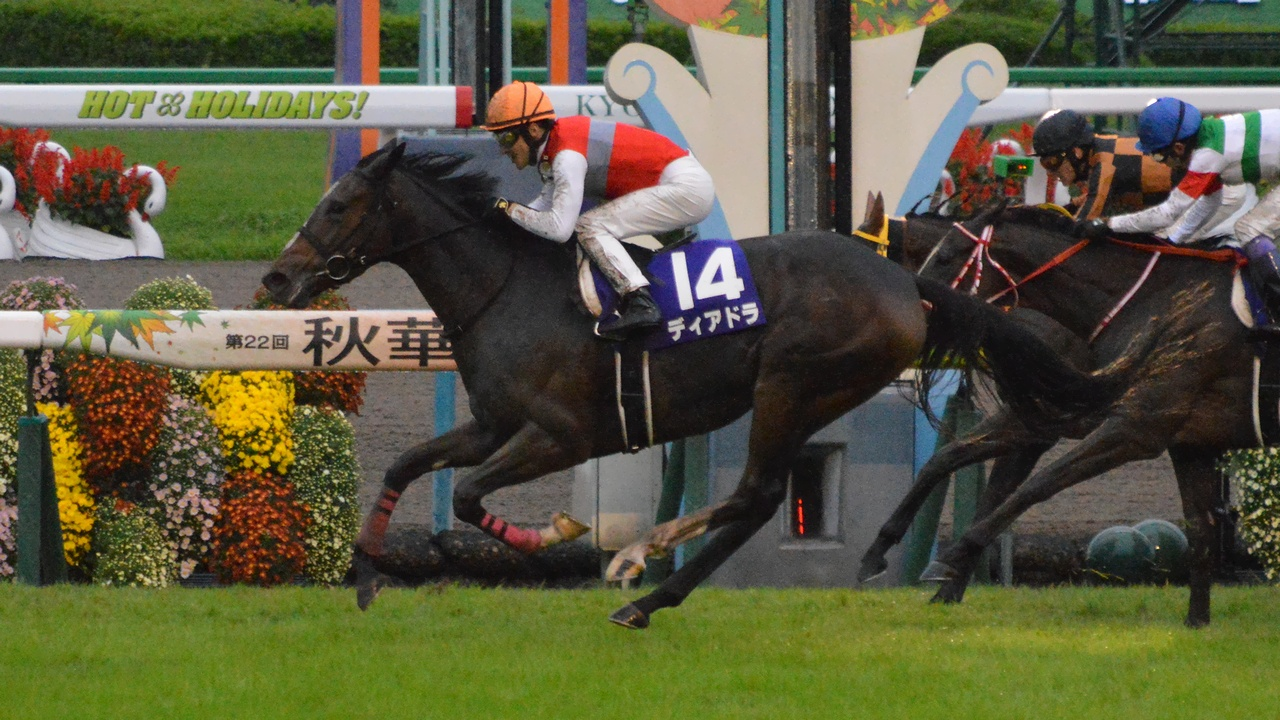
出戰秋華賞的迪雅卓

其後出戰女皇伊利沙伯二世盃挑戰一衆年長馬匹，然而於直路上一直保持於後方位置，對騎師岩田康誠的加速指示毫無反應下未能衝出，最終以第十二大敗。

### 4歲
2018年年初以京都紀念作爲首戰，但於直路上再度對加速指示毫無反應，最終表現平平下僅獲得第六。
其後陣營安排其遠征阿聯酋出戰杜拜草地大賽，於比賽途中以緩慢步速追走，進入直路後雖然以不俗的速度衝出，但仍然未能超越贏過主隊馬拼百圖及同爲日本代表的強擊，最終僅能和不撓真鋼跑出平頭季軍。
回國後進入放草，於7月29日的皇后錦標作爲起動戰，於比賽途中成功在外檔位置一舉加速衝出，最終以3馬位的優秀戰勝鎮守邊疆取得冠軍。
10月13日出戰府中牝馬錦標，比賽初段迪雅卓無視前方由Kawakita Enka做出的前1000米58.2步速，選擇以自身的節奏於後方位置追走。進入直路後，其憑借累積的餘力成功爆發出後600米32.3秒的速度，最終於終點線前超越雍容白荷，以頸位壓贏對手取得冠軍。
其後遠征香港出戰香港盃，比賽初段選擇於後方位置緩慢推進，縱然面對對後上馬不利的慢步速，其仍然可以於直路發揮不俗的實力，最終僅敗於歡樂之光取得第二。

### 5歲
2019年以中山紀念作爲首戰，縱然其僅帶有負磅優勢僅需要背負54公斤的負重，但仍然未能於直路壓制對手，最終以第六完賽。
其後陣營宣佈長期遠征計劃，並以3月30日的杜拜草地大賽作爲首站。比賽開始後，其再度選擇於後方位置推進，並於進入直路後抽出大外檔加速，但由於前方杏目、強擊及閃光爵爺勢頭過於凌厲，迪雅卓無法超越對手之下以第四完賽。
完成阿聯酋的賽事後，其直接前往香港出戰女皇盃，雖然比賽途中出現對其有利快步速，但其於直路表現欠佳下根本無法展開順利的衝刺，最終僅獲得第六的戰績。
其後於未返回日本的情況下前往英國，並於5月1日抵達新市場馬場的國際馬房，爲歐洲的比賽作準備。
6月19日出戰於歐洲的首戰威爾斯親王錦標，本次比賽陣容異常豪華，如對手之中有上年度英國冠軍錦標亞軍晶瑩汪洋、達德素金盃冠軍變魔術及愛爾蘭橡樹大賽和約克郡橡樹大賽雙冠馬海都名門等。比賽開始後，其於中團的有利位置推進，然而於進入直路後受到天雨的影響無法順利加速，最終稍微失速下以第六完賽。
於威爾斯親王錦標失利後，陣營原定打算取消遠征計劃並安排其返回日本，但於其出戰消化不良症狀下回國行程被擱置，最終陣營於此期間回心轉意，決定繼續計劃的內容。
8月1日前往古活馬場挑戰蘭秀錦標，本次比賽對手之中有贏得英國一千堅尼及愛爾蘭一千堅尼的綺年玉貌、馬拉威特大賽冠軍勿多言及分級賽上位馬花圃，因而迪雅卓的的人氣僅爲第七。比賽開始後，前方由勿多言帶出，綺年玉貌處於第二的位置，而迪雅卓雖然順利出閘，但仍然選擇稍爲墮後的戰術逐步追走。進入直路後，縱然前方被對手阻擋，但其仍然於內欄位置展開加速，並於最後400米時候於空隙之中衝出並進入全速狀態。最後150米，於其展現優秀的爆發力下成功追上前方領放的勿多言，其後更超越對手拉開距離，最終以1/4馬位優勢爆冷取勝，其2分2.93秒的完賽時間亦將2006年由占卜創立的紀錄大幅推前1.5秒。憑借本次勝利，其成爲了繼2000年愛麗世界贏得七月盃後第二匹勝出英國一級賽的日本馬，亦爲繼1998年採珠勝出紀爾斯大賽後第二匹於歐洲一級賽揚威的日本雌馬，更成爲首匹勝出英國一級賽的日本雌馬。
贏得蘭秀錦標後前往愛爾蘭出戰愛爾蘭冠軍錦標，令其成爲首匹出戰愛爾蘭賽事的日本賽駒。比賽開始後，其選擇放棄積極策略停留於較後方位置，並於比賽途中保持穩定節奏。進入直路後，其因內欄位置被阻塞而無法閃入，因而選擇抽出大外檔加速，然而此舉導致其浪費腳程，最終無法追上變魔術等一衆先行馬下僅獲得第四。
其後返回英國出戰英國冠軍錦標，比賽初段於後方內欄位置等待時機，並於進入直路前逐步抽出外檔望空加速。進入直路後，雖然其未能追上前方的變魔術及加踏步，但仍然可以壓制狐狸潭跑獲一席季軍。
完成英國冠軍錦標後決定前往香港增程出戰香港瓶，並於11月30日抵港作最後準備。
12月8日順利出賽，比賽途中選擇於繼續於後方位置追走，然而進入直路後未能縮窄所前方耀滿瓶及旺紫丁的距離，於最後關頭更被內欄突進的時時精綵超越，最終以第四完賽。
完成香港瓶後返回英國的據點作休整，同時練馬師橋田滿確認來年其將會繼續進行遠征，並將以2000至2400米路程的賽事爲主軸，亦會將秋季的凱旋門大賽作爲目標之一。

### 6歲
進入2020年，陣營確定其將會以沙特阿拉伯作爲本年度遠征的首站，將以穆罕默德優素福納吉摩托盃作爲目標，並於2月23日抵達當地。
2月29日按照計劃出賽，於出閘後所有馬匹到向內靠攏的情況下，其佔據較爲中團的位置，並於進入最後彎道逐步抽出內檔準備發力。進入直路後，其隨即以望空的姿態加速並取得領先，可惜於最後關頭被大外檔的Port Lions超越，以第二憾負。
其後因陣營因爲新型冠狀病毒疫情影響面臨賽事選擇上的困難，原先其打算報名於卻拉馬場舉行的達德素金盃，然而疫情蔓延下愛爾蘭賽馬一再中止，且宣佈頒佈了禁止外國馬參賽的安排。
有見及此，陣營選擇將目標定爲於法國巴黎隆尚馬場舉行的根利錦標，但於法國疫情亦轉趨嚴重下，此安排最終未能成行。
經過一番轉折後，陣營最終確認安排其出戰7月5日的日蝕大賽。比賽開始後，其因爲順利出閘而選擇於先頭位置追走，並一直追趕領放馬既成事實，但於進入直路轉趨力弱下逐漸失速，最終以第五完賽。
其後再度出戰蘭秀錦標劍指連霸，然而於進入直路後不斷失速被其他馬匹超越，最終以包尾第七大敗。
完成蘭秀錦標後，其被檢查出背部及腰部肌肉有疼痛的跡象，因而前往馬房附近的牧場放草休養，同時陣營宣佈其將會以不出戰任何前哨戰的情況下直走凱旋門大賽。
10月4日按照計劃出戰凱旋門大賽，由於其再開閘後隨即漏閘，因而需要於最後方位置追走。進入直路後，其採取閃入內欄的動作以求貼欄加速，雖然跑出不俗的速度，但勢頭明顯未及其他賽駒下僅跑獲第八。
其後陣營安排其前往巴林進行遠征，將以巴林國際錦標作爲目標。比賽開始後，其於侯後方位置緊跟先行集團推進，但於直路後完全無法加速衝出，最終以第八大敗。
完成巴林國際錦標的翌日，陣營宣佈將安排其退役，並於2021年2月12日正式取消日本中央競馬會的賽駒註冊。

### 詳細賽績
| 日期       | 舉辦國家/地區 | 馬場     | 距離   | 級別 | 賽事名稱                 | 負重 | 騎師     | 馬號 | 出馬 | 名次 | 時間     | 頭馬（二馬）         |
| ---------- | ------------- | -------- | ------ | ---- | ------------------------ | ---- | -------- | ---- | ---- | ---- | -------- | -------------------- |
| 2/7/2016   | 日本          | 中京     | 草1400 |      | 2歲新馬                  | 54   | 杜滿萊   | 14   | 16   | 2    | 1:22.0   | Meisho Sobi          |
| 23/7/2016  | 日本          | 中京     | 草1600 |      | 2歲未勝利                | 54   | 杜滿萊   | 4    | 16   | 4    | 1:35.6   | 戀愛回應             |
| 15/10/2016 | 日本          | 新潟     | 草1400 |      | 2歲未勝利                | 53   | 加藤祥太 | 11   | 14   | 1    | 1:22.1   | （Apt）              |
| 5/11/2016  | 日本          | 京都     | 草1400 | GIII | 夢幻錦標                 | 54   | 杜滿萊   | 10   | 12   | 3    | 1:22.0   | Mi Suerte            |
| 27/11/2016 | 日本          | 京都     | 草1600 |      | 白菊賞                   | 54   | 岩田康誠 | 5    | 11   | 2    | 1:38.5   | Gold Cape            |
| 17/12/2016 | 日本          | 中京     | 草1400 |      | 山菊賞                   | 54   | 加藤祥太 | 9    | 16   | 4    | 1:22.6   | Entry Ticket         |
| 12/2/2017  | 日本          | 京都     | 草1600 |      | 日本辛夷賞               | 54   | 杜滿萊   | 7    | 8    | 3    | 1:36.4   | 個人特色             |
| 11/3/2017  | 日本          | 中山     | 草1600 | OP   | 銀蓮花錦標               | 54   | 薛達祺   | 6    | 16   | 2    | 1:34.8   | Rising Reason        |
| 9/4/2017   | 日本          | 阪神     | 草1600 | GI   | 櫻花賞                   | 55   | 岩田康誠 | 17   | 17   | 6    | 1:34.9   | 實搏女王             |
| 7/5/2017   | 日本          | 京都     | 草1800 |      | 矢車賞                   | 54   | 岩田康誠 | 5    | 9    | 1    | 1:47.8   | （Draw a Card）      |
| 21/5/2017  | 日本          | 東京     | 草2400 | GI   | 優駿牝馬                 | 55   | 岩田康誠 | 7    | 18   | 4    | 2:24.8   | 觸動心弦             |
| 13/8/2017  | 日本          | 札幌     | 草2000 |      | HTB賞                    | 52   | 岩田康誠 | 7    | 10   | 1    | 2:02.1   | （La Vie Est Belle） |
| 9/9/2017   | 日本          | 中山     | 草2000 | GIII | 紫苑錦標                 | 54   | 岩田康誠 | 16   | 18   | 1    | 1:59.8   | （加勒比金）         |
| 15/10/2017 | 日本          | 京都     | 草2000 | GI   | 秋華賞                   | 55   | 李慕華   | 14   | 18   | 1    | 2:00.2   | （雍容白荷）         |
| 12/11/2017 | 日本          | 京都     | 草2200 | GI   | 女皇伊利沙伯二世盃       | 54   | 岩田康誠 | 11   | 18   | 12   | 2:15.1   | 魔族之鳥             |
| 11/2/2018  | 日本          | 京都     | 草2200 | GII  | 京都紀念                 | 54   | 福永祐一 | 3    | 10   | 6    | 2:17.3   | 關鍵一擊             |
| 31/3/2018  | 阿聯酋        | 美丹     | 草1800 | GI   | 杜拜草地大賽             | 55   | 李慕華   | 13   | 15   | 3    | 紀錄缺失 | 拼百圖               |
| 29/7/2018  | 日本          | 札幌     | 草1800 | GIII | 皇后錦標                 | 55   | 李慕華   | 9    | 11   | 1    | 1:46.2   | （鎮守邊疆）         |
| 13/10/2018 | 日本          | 東京     | 草1800 | GII  | 府中牝馬錦標             | 56   | 李慕華   | 4    | 11   | 1    | 1:44.7   | （雍容白荷）         |
| 9/12/2018  | 香港          | 沙田     | 草2000 | GI   | 香港盃                   | 55.5 | 李慕華   | 9    | 9    | 2    | 2:01.88  | 歡樂之光             |
| 24/2/2019  | 日本          | 中山     | 草1800 | GIi  | 中山紀念                 | 54   | 李慕華   | 5    | 11   | 6    | 1:46.1   | 勝出光采             |
| 30/3/2019  | 阿聯酋        | 美丹     | 草1800 | GI   | 杜拜草地大賽             | 55   | 莫雷拉   | 3    | 13   | 4    | 紀錄缺失 | 杏目                 |
| 28/4/2019  | 香港          | 沙田     | 草2000 | GI   | 女皇盃                   | 55.5 | 武豐     | 13   | 13   | 6    | 1:59.49  | 勝出光采             |
| 19/6/2019  | 英國          | 雅士谷   | 草2000 | GI   | 威爾斯親王錦標           | 55.5 | 武豐     | 6    | 8    | 6    | 2:12.67  | 晶瑩汪洋             |
| 1/8/2019   | 英國          | 古活     | 草2000 | GI   | 蘭秀錦標                 | 60   | 莫艾誠   | 1    | 9    | 1    | 2:02.93  | （勿多言）           |
| 14/9/2019  | 愛爾蘭        | 李奧柏   | 草2000 | GI   | 愛爾蘭冠軍錦標           | 59   | 莫艾誠   | 3    | 8    | 4    | 紀錄缺失 | 變魔術               |
| 10/10/2019 | 英國          | 雅士谷   | 草2000 | GI   | 英國冠軍錦標             | 58   | 莫艾誠   | 4    | 9    | 3    | 2:08.92  | 變魔術               |
| 8/12/2019  | 香港          | 沙田     | 草2400 | GI   | 香港瓶                   | 55.5 | 莫艾誠   | 10   | 14   | 4    | 2:25.44  | 耀滿瓶               |
| 29/2/2020  | 沙特阿拉伯    | 安都拉茲 | 草2100 |      | 穆罕默德優素福納吉摩托盃 | 55.5 | 莫艾誠   | 9    | 8    | 2    | 2:11.42  | Port Lions           |
| 5/7/2020   | 英國          | 沙丘園   | 草2000 | GI   | 日蝕大賽                 | 57   | 莫艾誠   | 5    | 7    | 5    | 2:05.45  | 既成事實             |
| 30/7/2020  | 英國          | 古活     | 草2000 | GI   | 蘭秀錦標                 | 60.5 | 莫艾誠   | 1    | 7    | 7    | 2:06.39  | 珍稀藍鑽             |
| 4/10/2020  | 法國          | 巴黎隆尚 | 草2400 | GI   | 凱旋門大賽               | 58   | 史賓沙   | 9    | 11   | 8    | 2:40.84  | 設計名師             |
| 20/11/2020 | 巴林          | 巴林     | 草2000 |      | 巴林國際錦標             | 56   | 杜苑欣   | 13   | 14   | 8    | 2:00.765 | Simsir               |

## 退役後
退役後，迪雅卓成爲了繁殖雌馬，於愛爾蘭古摩亞Stud休養，在2021年進行配種。首匹子嗣Siog於2022年出生，可於2024年出賽。

### 詳細繁殖資料
| 數目   | 馬名       | 出生年 | 性別 | 父系   | 練馬師         | 馬主     | 戰績                 |
| ------ | ---------- | ------ | ---- | ------ | -------------- | -------- | -------------------- |
| 第一匹 | Siog       | 2022   | 雌   | 活頓鎮 | 栗東・中竹和也 | 森田和豐 | 2戰0冠0亞0季（現役） |
|        | （未配種） |        |      |        |                |          |                      |
| 第二匹 | 迪雅卓2024 | 2024   | 雄   | 勝千里 |                |          | （出賽前）           |

## 血統簡介
父系無敵先鋒為英國賽駒，生涯戰績優秀，曾勝出一級賽英皇佐治六世及皇后伊利沙伯錦標，退役後被社台集團引入至日本作配種馬之用。祖父單色里為英國生產的法國賽駒，生涯戰績不俗，曾勝出二級賽山谷百合錦標，亦於一級賽法國二千堅尼、森林大賽及薩塞克斯錦標跑獲亞軍。
母系Reizend為日本賽駒，生涯四戰全敗。外祖父特別週亦是日本賽駒，生涯戰績彪炳，曾勝出1998年東京優駿（日本打吡大賽），於1999年稱霸春秋天皇賞，並於日本盃擊退眾多外敵，而被稱為「日本總大將」。

### 血統表
| 父線：單色系（北地舞人系）               |                            |               |                |
| 種馬 無敵先鋒 2006年（棗色）             | 單色里 1996年（深棗色）    | 丹山          | 單色           |
| 種馬 無敵先鋒 2006年（棗色）             | 單色里 1996年（深棗色）    | 丹山          | Razyana        |
| 種馬 無敵先鋒 2006年（棗色）             | 單色里 1996年（深棗色）    | Hasili        | Kahyasi        |
| 種馬 無敵先鋒 2006年（棗色）             | 單色里 1996年（深棗色）    | Hasili        | Kerali         |
| 種馬 無敵先鋒 2006年（棗色）             | Penang Pear 1996年（棗色） | Bering        | Arctic Tern    |
| 種馬 無敵先鋒 2006年（棗色）             | Penang Pear 1996年（棗色） | Bering        | Beaune         |
| 種馬 無敵先鋒 2006年（棗色）             | Penang Pear 1996年（棗色） | Guapa         | Shareef Dancer |
| 種馬 無敵先鋒 2006年（棗色）             | Penang Pear 1996年（棗色） | Guapa         | Sauceboat      |
| 繁殖雌馬 Reizend 2007年（棕色）          | 特別週 1995年（深棗色）    | 週日寧靜      | Halo           |
| 繁殖雌馬 Reizend 2007年（棕色）          | 特別週 1995年（深棗色）    | 週日寧靜      | Wishing Well   |
| 繁殖雌馬 Reizend 2007年（棕色）          | 特別週 1995年（深棗色）    | Campaign Girl | 丸善斯基       |
| 繁殖雌馬 Reizend 2007年（棕色）          | 特別週 1995年（深棗色）    | Campaign Girl | Lady Shiraoki  |
| 繁殖雌馬 Reizend 2007年（棕色）          | Soninke 1996年（深棗色）   | Machiavellian | 淘金者         |
| 繁殖雌馬 Reizend 2007年（棕色）          | Soninke 1996年（深棗色）   | Machiavellian | Coup de Folie  |
| 繁殖雌馬 Reizend 2007年（棕色）          | Soninke 1996年（深棗色）   | Sonic Lady    | 雷利耶夫       |
| 繁殖雌馬 Reizend 2007年（棕色）          | Soninke 1996年（深棗色）   | Sonic Lady    | Stumper        |
| 雌系：號族：B3                           |                            |               |                |
| 五代內近親交配：Halo 4×5、北地舞人 5×5×5 |                            |               |                |

## 命名由來
名字Deirdre（ディアドラ）出自凱爾特神話中的的一名角色，香港採用音譯，翻譯为「迪雅卓」。

## 外部連結
- 迪雅卓 netkeiba.com （页面存档备份，存于）
- 血統表